# Stellardrone
Stellardrone (pseudoniem van Edgaras Žakevičius, Vilnius, 1987) is een Litouwse componist van ambient muziek.
Stellardrone begon met componeren in 2007 en gebruikt computersoftware (Reason, Ableton en Audacity) voor zijn composities. Als invloeden worden onder andere genoemd Brian Eno, Tangerine Dream, Vangelis en Aphex Twin.
Hij is woonachtig in de Litouwse hoofdstad Vilnius.

## Discografie[1]
- On A Beam Of Light (2009, eigen beheer)
- Sublime (2010, eigen beheer)
- Invent The Universe (2010, eigen beheer)
- Echoes (2012, Energostatic Records STASIS009)
- Light Years (2013, Energostatic Records STASIS017)
- Between The Rings (2017, eigen beheer)

Stellardrone's muziek is vrij verkrijgbaar onder de Creative Commons licentie.